# Tetrahydroxozinkchromat
Tetrahydroxozinkchromat, auch bekannt als Pentazinkchromatoctahydroxid oder Alkalifreies Zinkgelb, mit der Summenformel Zn5(OH)8CrO4 ist ein gelbes Pigment. Teilweise wird es auch nur als Zinkgelb bezeichnet, wobei es sich dabei eigentlich um ein Kalium-haltiges Chromat handelt.

## Sicherheit
Tetrahydroxozinkchromat gilt als karzinogen und wird deshalb in Europa nicht mehr verwendet.